# Joseph Haydn
  Joseph Haydn    (Rohrau, 31 de març de 1732 - Viena, 31 de maig de 1809), nascut Franz Joseph Haydn, fou un compositor austríac del Classicisme. És exponent del Classicisme vienès o Escola de Viena en la mateixa mesura que ho són Mozart i Beethoven, tres compositors que la posteritat, sobretot en el Romanticisme, van ser agrupats amb el nom de trinitat.
La seva carrera musical cobreix tot el període que va des del final del Barroc fins al principi del Romanticisme. Fou a la vegada el pont i el motor que permeté que es portés a terme aquesta evolució. La imatge i el sobrenom de Papa Haydn no li ve pas dels títols de pare de la simfonia o de pare del quartet de corda que generosament se li va atorgar des del segle xix i fins als nostres dies. La creació d'aquests gèneres revela una gènesi una mica més complexa, però veritablement Haydn va contribuir de manera decisiva com pocs a fer que emergissin, es difonguessin i es consolidessin.
Dos dels seus germans també van ser músics:
- Michael (1737-1806), també compositor i col·lega de Mozart a Salzburg;
- Johann Evangelist (1743-1805), tenor, a qui Joseph va fer anar a Eszterháza l'any 1763.[3]

## Biografia

### Primers anys
Joseph Haydn va néixer el 1732 en el si d'una família modesta. El seu pare, Mathias, era constructor de carros i músic afeccionat. La seva mare, Anna Maria Koller, era cuinera a la casa del comte Harrach, senyor de Rohrau. Era el segon dels dotze fills que va tenir la parella, només sis dels quals van arribar a adults.
Als sis anys es va introduir en l'aprenentatge de la música de la mà del seu oncle, Johann Mathintor a la capella de la catedral de Sant Esteve de Viena, sota la direcció de Georg Reutter el jove, on, poc després, es retrobà amb el seu germà Michael. Es va continuar formant musicalment i hi va aprendre a tocar el clavecí i el violí. Va deixar la capella de música a l'edat de 18 anys (una edat molt tardana segons els cànons d'avui), quan ja havia fet el canvi de veu.

### Començaments difícils
Un cop fora de la capella de la catedral, van començar uns anys de vida difícil per a Haydn, fins i tot de pobresa, a Viena, tocant música ocasionalment en balls i en enterraments. També ocasionalment va fer classes de música a noies joves i a la comtessa Thun. L'any 1753, gràcies a la intercessió del poeta Pietro Metastasio va tenir ocasió d'entrar en contacte amb Nicola Porpora i en va esdevenir el secretari. Porpora, professor de cant i compositor de renom, li ensenya composició i l'introduí en els ambients de l'aristocràcia. També es formà de manera autodidacta gràcies al Gradus ad Parnassum, el tractat de contrapunt del compositor Fux (1660-1741). Igualment va estar influït per la música de Carl Philipp Emanuel Bach, el segon fill de Johann Sebastian. Fou a principis de la dècada de 1750 que Haydn va compondre les seves primeres obres vocals (misses brevis) i instrumentals, de les quals de moment continua essent impossible determinar-ne les dates precises de composició. Igualment, entre 1751 i 1752 deixà a punt la partitura de la seva òpera (avui perduda) Der krumme Teufel.
El 1757, el baró von Fürnberg el convidà a participar en les sessions de música de cambra al seu castell de Weinzerl, prop de Melk, on Haydn compongué els seus primers divertimenti o casacions per a quartet de corda, obres que li van donar un considerable renom i que estan a l'origen de la gran volada que va prendre aquest gènere. L'any següent va esdevenir mestre de la capella del comte von Morzin que d'aquesta manera, va esdevenir la primera persona a donar-li una feina estable. Fou allí on va compondre les seves primeres simfonies per a una orquestra reduïda, de tan sols 16 músics.
En aquesta època es va enamorar d'una de les seves deixebles, Theresa Keller, filla d'un amic, i li proposà matrimoni. Però, com que Theresa estava destinada a ingressar en un convent, Haydn acceptà casar-se amb la seva germana, quatre anys més gran, Maria Anna Keller. Es van casar el 26 de novembre de 1760 i no van tenir fills.

### Haydn i els Esterházy

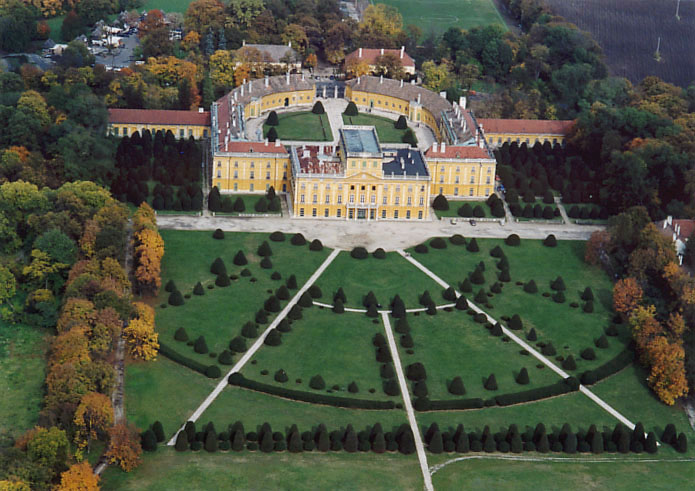
Vista del Castell d'Esterháza.

Trobant-se en dificultats econòmiques, el comte von Morzin es va veure obligat a dissoldre la seva orquestra. Joseph Haydn trobà ben aviat una plaça en el si d'una de les famílies més grans i més riques de l'aristocràcia hongaresa: la família dels Esterházy. El contracte que Haydn va signar el primer de maig de 1761 reflecteix prou bé la situació social en què es trobava el músic a l'antic règim. A part de fórmules una mica humiliants, el compromís de Haydn amb el príncep era tal que aquest es reservava la total exclusivitat de les composicions del músic. En realitat, Haydn no va ser mai tractat com un mer lacai pel príncep, gran amant de la música, que ràpidament va prendre consciència del geni del seu empleat, de manera que mai no va oposar cap mena de resistència a la demanda exterior que tant el públic en general com els editors feien de les obres de Haydn.
Haydn va estar al servei d'aquesta família durant més de 30 anys, al començament amb el príncep Paul II Esterházy (1711-1762), però la major part de la seva activitat com a compositor es va unir de manera inextricable amb el regnat del seu germà Miklós József Esterházy de Galántha, conegut com a Nicolau el magnífic, príncep i mecenes, gran apassionat de la música, que deixà a Haydn total llibertat per desenvolupar el seu geni. A la mort de Nikolaus I, l'any 1790, en tant que el seu fill i hereu Paul-Anton (1738-1794) se sentia molt menys lligat a la música, Haydn es va poder allunyar per uns anys d'Eszterháza i d'Eisenstadt, que eren els llocs preferents i habituals d'estada de la família principesca. Més tard reprendria altra vegada un servei més regular amb el fill de Paul-Anton, Nikolaus II (1765-1833), des del seu retorn de Londres l'any 1795 fins al final de la seva carrera l'any 1802, consagrant-se, essencialment, tal com li demanava el nou príncep, a la producció de música religiosa, especialment misses i oratoris.
Haydn acceptà un càrrec de sots-mestre de capella al costat del mestre Gegorius Werner; tenia al seu càrrec tot el que feia referència a la música de cor. Per contra, la resta de gèneres concernien el nou mestre de capella. Va esdevenir-ne mestre a la mort de Werner, l'any 1766. A partir del 1769 Haydn i els seus músics es van instal·lar definitivament al palau dels Esterházy al castell d'Eszterháza que el príncep Nikolaus havia estat edificant des del seu adveniment al tron principesc.
Per assegurar el compliment de les seves funcions com a mestre de capella, Haydn comptava amb un grup d'instrumentistes i cantors de gran vàlua. Hi dirigia les seves pròpies obres però també les de molts dels seus contemporanis, hi adaptava nombroses òperes italianes, componia peces específiques per a baríton, l'instrument predilecte del príncep Nikolaus. Durant els anys que va passar al servei dels Esterházy, va escriure més de 100 simfonies –un terreny en el qual va experimentar com ningú no ho havia fet abans-, quartets de corda, concerts, sonates i peces diverses per a piano, obres, divertimentos i obres de música religiosa. Desplegant-se i estenent-se des d'Eszterháza, la celebritat de Joseph Haydn no va parar de créixer a tot Europa fins a convertir-se en el músic més festejat i admirat del continent. A partir de 1770, el príncep l'autoritzà a dirigir les seves obres a Viena. Durant la dècada dels 1780, Haydn rebé comandes de composició. Una de les més conegudes, per excepcional donat l'origen geogràfic, és l'encàrrec que la catedral de Cadis li va fer de compondre la versió orquestral de la seva obra Les set últimes paraules de Crist a la Creu. D'altra banda, proposà les seves obres per ser publicades pels principals editors establerts a Viena, París i Londres. En aquesta línia, l'any 1781 es publicà a París el seu Stabat Mater que havia compost l'any 1767 per al palau d'Eszterháza. La difusió d'aquesta obra arreu d'Europa va ser tal que constituí el vehicle no sols del reconeixement de l'obra de Haydn arreu, sinó també de la veritable difusió de l'estil clàssic.

### Haydn i Mozart
El tenor Michael Kelly qui descriu, a les seves memòries, la sessió de música de cambra per a quartet de corda que reuní a Mozart tocant la viola, Haydn al primer violí, el baró i compositor Carl Ditters von Dittersdorf com a violí segon, i Johann Baptist Wanhal –un altre compositor- tocant el violoncel. La trobada (que és la primera de què es té referència entre aquests dos grans compositors) tingué lloc el 1784, però també és possible que hagués estat precedida per altres.
Sigui com sigui, els dos homes van establir una gran amistat malgrat que Haydn era vint-i-quatre anys més gran que Mozart, i aquesta trobada seria la primera de moltes altres que es van anar succeint fins que, l'any 1791, Haydn marxà a Londres. No existeix, en el domini de la música clàssica i entre músics d'un nivell i relleu semblant, una relació comparable a aquesta, pel que fa als sentiments d'estima i d'admiració recíproques. Leopold Mozart, el pare de Wolfgang, en una carta a la seva filla Nannerl li transmet les paraules que Haydn li ha fet arribar en referència a Wolfgang. Era l'any 1785:
| « | Us dic davant de Déu, com a home honest que sóc, que el vostre fill és el més gran compositor que conec, tant personalment com de nom; té gust i, a més, els més grans coneixements en la composició | » |

Per la seva banda, Mozart, el setembre del mateix 1785, en la dedicatòria que adreça al seu amic Haydn en l'edició dels seus quartets opus 10, sèrie de sis quartets que dedicà a Haydn, hi reconegué la part que correspon a Haydn en aquestes obres de nova factura:
| « | Al meu estimat Amic Haydn. Un pare, havent resolt enviar els seus fills a l'ample món, va considerar que els havia de confiar a la protecció i a la direcció d'un home llavors molt cèlebre i, que, per una feliç coincidència, era, de molt, el seu millor amic. Així, doncs, home cèlebre i amic estimadíssim, et presento els meus sis fills .../ ... Tu mateix, amic estimadíssim, en ocasió del la teva darrera estada en aquesta ciutat, em vas expressar la teva satisfacció. Aquesta aprovació de la teva part és el que m'animà més. És per això que tels encomano, esperant que no et semblin pas indignes del teu favor. Vulgues, doncs, acollir-los i vetllar per ells, i ser el seu Pare, el seu Guia i el seu Amic. Des d'aquest moment jo et cedeixo els seus drets sobre ells i et prego de considerar amb indulgència els defectes que l'ull gens imparcial del seu pare m'hagi pogut amagar, i de conservar, malgrat ells, la teva generosa amistat envers aquell que t'aprecia tant, car jo sóc, de tot cor, Amic estimadíssim, el teu molt sincer Amic. Viena, 1r de setembre de 1785. | » |

Probablement seguint a Mozart, que ho havia fet dues setmanes abans, el 29 de desembre de 1784, Haydn s'adherí a la lògia maçònica "Zur wahren Eintracht" ("Veritable concòrdia"), cosa que era compatible amb la fe catòlica del compositor. La cerimònia d'admissió va tenir loc l'11 de febrer de l'any següent, però Mozart no hi va poder assistir perquè aquella nit tenia un concert. Així i tot, els registres de la lògia deixen constància de freqüents visites de Mozart. Contràriament al que succeeix en l'obra del seu jove amic, aquesta filiació no va tenir cap influència sobre les seves obres futures.
Mozart morí durant la primera estada de Haydn a Londres el qual restà profundament afligit per aquesta notícia tal com ho escrivia a Johann Puchberg, un amic de Mozart:
| « | He estat llargament fora de mi a causa de la notícia de la mort de Mozart, i no podia creure que la providència hagués cridat tan aviat a l'altre món un home tan irreemplaçable | » |

### Les gires londinenques

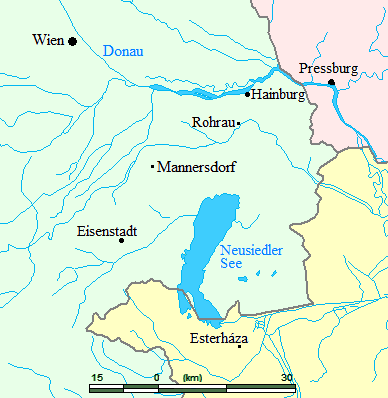
Els diferents lloc on va viure Haydn abans del seu viatge a Anglaterra.

El 28 de setembre de 1790, el príncep Nikolaus I Esterházy moria als 77 anys. El seu fill i successor Anton va acomiadar la major part dels instrumentistes. Bo i mantenint el salari de Haydn l'alliberà de les seves obligacions com a mestre de capella. Des del moment en què es va fer públic el seu decés, Johann Peter Salomon, un violinista de renom establert a Londres, acudí a Viena i obtingué el compromís de Haydn de participar en els concerts que organitzava anualment a la capital anglesa. Haydn, que mai no s'havia allunyat de la seva terra natal més enllà del palau d'Eszterháza i fins als voltants de Viena, emprengué aquest viatge juntament amb el seu amfitrió. Ambdós homes arribaren a Londres el 2 de gener de 1791.
Haydn participà, a la sala de concerts que hi havia a Hanover Square, en dotze concerts per subscripció que hi van tenir lloc entre l'11 de març i el 3 de juny d'aquell mateix any. Per a aquests concerts va compondre quatre noves simfonies (les números 90, 92, 95 i 96). El juliol, la Universitat d'Oxford li atorgà el títol de doctor honoris causa. L'any següent, el Professional Concert, l'organització que representava la competència de Salomon convidà el seu antic deixeble Ignaz Pleyel, d'establir una rivalitat entre ambdues tandes de concerts i entre ambdós compositors. Uns altres dotze concerts van ser programats per a la temporada següent, a la mateixa sala, i van tenir lloc entre el 17 de febrer i el 18 de maig de 1792. Contràriament al que alguns havien pretès i buscat, no hi va haver cap tipus d'animositat ni de rivalitat entre ambdós compositors; fins i tot cadascun va tenir la cortesia de programar, en els concerts que se li havien encarregat, simfonies de l'altre. Fou en aquest context que Haydn va compondre i estrenar la seva única simfonia concertant, com per respondre a les nombroses que va escriure i interpretar en aquells concerts el seu antic alumne.
De retorn a Viena el juliol del 1792, Haydn prengué com a alumne a Beethoven, que llavors tenia 22 anys. Posteriorment les relacions entre ells es van deteriorar fins al punt que les classes de contrapunt que li donava Haydn va ser denigrades tant pel mateix Beethoven com per altres autors. El cert és que els estudiosos moderns consideren que Beethoven es beneficià dels consells aclaridors del model musical que representava Haydn en aquella època. El gener de 1794 Haydn marxa de nou cap a Londres per iniciar la seva segona gira, i deixa el seu jove deixeble a cura d'Albrechtsberger.
La primera sèrie de concerts havia tingut lloc a Hanover Square des del 10 de febrer fins al 12 de maig de 1794. L'any segúent, i de resultes de les dificultats econòmiques derivades de la primera coalició, Salomon va haver de fusionar la seva companyia amb la de l'Opéra Concert que dirigia el també cèlebre violinista Viotti. Les interpretacions van tenir lloc al King's Theatre i es van haver de reduir a nou, entre el 2 de febrer i el 18 de maig de 1795. Però davant de l'èxit que van tenir se'n van organitzar dues més de suplementàries, el 21 de maig i el primer de juny. Durant aquests dos anys, Haydn va compondre nombroses obres entre les quals sobresurten les sis darreres simfonies londinenques. Quan Haydn deixa definitivament la ciutat, l'agost del 1795, ja era considerat unànimement com “el més gran dels compositors vius”.

### Els darrers anys
Al seu retorn, Haydn es trobà al servei d'un nou príncep, Nikolaus II Esterházy, el fill d'Anton, que havia mort uns dies abans que el compositor marxés cap a Londres. Nikolaus II no sentia una estima especial ni per Haydn ni per la seva música. Així, doncs, deixà que el seu mestre de capella pogués disposar del seu temps, i només li exigí una missa cada any, des de 1796 i fins a 1802.
Haydn, amb aquesta disponibilitat, participà, a Viena, en concerts per subscripció i coronà la seva carrera com a compositor amb una sèrie de nou, quartets de corda molt innovadors. Impressionat com havia quedat per l'audició de les obres de Haendel que havia tingut ocasió de fer a Londres, emprengué la composició de dos oratoris: La creació (1798) i Les estacions (1801).
El gener de 1804, i per recomanació del mateix Haydn, el príncep Esterházy confià a Hummel la direcció de la seva orquestra, deixant, però, el títol de mestre de capella a Haydn, fins a la seva mort.
Molt afectat per la mort dels seus germans Johann (el 1805) i Michael (l'any següent), Haydn ja no va compondre més. Cansat i malalt, deixà inacabat el seu darrer quartet de corda opus 103 i va morir el 31 de maig de 1809 durant l'ocupació de Viena per les tropes napoleòniques. El mateix Napoleó envia un destacament al seu enterrament per retre-li homenatge. Dues setmanes després de la seva mort, el 15 de juny, se li va fer un funeral a la Schottenkirche, durant el qual fou interpretat el Rèquiem de Mozart.
Una placa al Parc Haydn de Viena indica que les seves restes foren traslladades a l'església del Calvari d'Eisenstadt el 6 de novembre de 1820. El seu crani, separat del cos alguns dies després de la seva mort per l'interès d'alguns frenòlegs per estudiar-lo, no es va reunir amb la resta del cos fins a l'any 1954 després de moltes dificultats i malgrat que l'any 1932 el llavors príncep Esterházy havia indicat que així calia fer-ho.

## L'home, el seu caràcter
Físicament, Haydn, era baix d'estatura, probablement a causa d'una alimentació deficient durant la seva joventut. Havia estat víctima de la verola i la seva cara presentava les marques de la malaltia. Ell mateix no es trobava pas agraciat. Tota la vida va sofrir d'un pòlip nasal que a vegades li dificultava algunes de les seves activitats.
De caràcter bonhomiós, sempre de bon humor i amable, Haydn, per la seva posició va esdevenir el mitjancer entre el príncep i els membres de l'orquestra. Es comprometia en la defensa i la protecció dels seus músics, i procurava reduir les tensions amb el príncep, i assistir-los en tot el que podia referent a la seva vida privada (moltes vegades va fer de testimoni en els casaments i de padrí dels seus fills). L'anècdota de la Simfonia dels adéus (l'any 1772) és ben exemplar del caràcter protector de Haydn i del seu sentit de les relacions humanes. Al darrer moviment, els músics paren de tocar un després de l'altre i se'n van de l'escenari fins que queden sols el director i el primer violí que són els únics que acaben l'obra. Haydn volia, així, expressar que els seus músics, cansats, necessitaven repòs. També hi ha una altra interpretació segons la qual Haydn feia sentir la seva opinió contra la intenció del príncep de dissoldre l'orquestra.
Els membres de l'orquestra es referien a ell, familiarment, com a Papa Haydn, un terme afectuós que també adoptà el mateix Mozart. La posteritat ha mantingut aquest apel·latiu però més aviat fent referència als seus títols de Pare de la simfonia, Pare del quartet de corda, o fins i tot, com a pare de les principals formes musicals del panorama musical posterior.
Tot i que la seva formació general no era pas molta, Haydn va tenir la intel·ligència per eludir la susceptibilitat i la gelosia del mestre de capella Werner i de sobrepassar-lo tant per la seva vàlua musical com pels seus dons per assolir la convivència al seu voltant, i guanyar-se el respecte del príncep. En el record de les dificultats econòmiques passades en els seus anys de joventut, va saber apreciar l'estabilitat econòmica que li oferia la seva posició.
En el terreny econòmic, va gestionar de la millor manera els seus interessos, i va saber obtenir de part dels successius prínceps substanciosos augments de salari, i va donar sovintejades mostres d'una notable astúcia en les seves relacions amb els editors. Els seus dos viatges a Londres li van reportar una petita fortuna.
Durant tota la seva vida va ser un catòlic fervent. La seva adhesió a una lògia maçònica ha de ser entesa en el context de tolerància religiosa que hi havia sota el regnat de Josep II. En aquella època això no era contradictori amb el seguiment d'una creença religiosa. Però aquesta adhesió va ser purament formal: Haydn no hi va obtenir més que el grau d'aprenent i no va participar mai en les activitats de la lògia a la qual pertanyia. Contràriament a Mozart, que va compondre obres que han estat considerades plenament maçòniques, la música de Haydn no va sofrir cap influència d'aquest tipus.
Estant al servei dels prínceps Esterházy durant unes tres dècades, alhora que això li permetia de satisfer tots els seus desitjos materials, va constituir una circumstància que va contribuir a isolar-lo considerablement. Durant la dècada dels 1780, Nikolaus II s'oposà als seus projectes de viatges a París i a Londres. No li agradava Viena i més sovint residia al seu castell d'Eszterháza que no pas al palau que tenien a la Wallnerstrasse de la capital, la qual cosa, sobretot per la seva situació geogràfica, imposava un cert aïllament a Haydn. El compositor es planyia a vegades d'aquesta circumstància, però així i tot declarava, a la seva autobiografia, el 1776:
| « | Posat al capdavant d'una orquestra, em podia lliurar als meus experiments, observar què provoca un efecte o el que l'esmorteeix i, per consegüent, corregir, afegir, suprimir, en una paraula gosar, aïllat del món, no tenia prop meu ningú que em pogués fer dubtar de mi o que em pogués molestar, de manera que per força havia d'esdevenir original | » |

## Vida privada

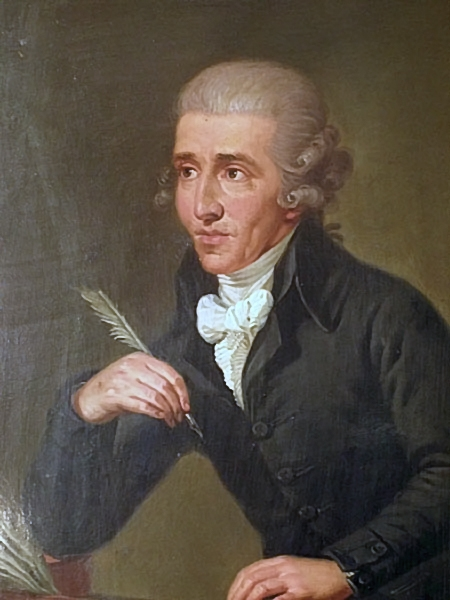
Retrat de Haydn fet per Ludwig Guttenbrunn (vers 1770).

El primer amor de Haydn fou Theresa Keller (1733-1819) la qual, sota la influència dels seus pares, va ingressar en un convent amb el nom de sor Josepha, indici d'una possible atracció recíproca. En la cerimònia de pronunciació dels vots, el 12 de maig de 1756, Haydn hi va dirigir el seu concert per a orgue Hob. XVIII.1, i la Salve Regina Hob. XIIIb.1.
El casament amb la germana d Theresa, Maria Anna Keller va ser desafortunat, L'esposa era dominant, aspra i gelosa, però sobretot detestava la música i no s'interessava per cap de les activitats del seu marit. Sense fills, la parella va viure la major part del temps separada. Sembla que Maria Anna va tenir una aventura amb el pintor Luwig Guttenbrun, que va fer el retrat del seu marit a Eisenstadt. Va morir l'any 1800 a Baden, prop de Viena.
Per la seva banda, Haydn va tenir un cert nombre d'aventures abans de trobar Luigia Polzelli, una soprano força mediocre que va arribar a Eszterháza el 1779 amb el seu marit, violinista, i el seu fill Pietro, de dos anys. Entre Luigia i Haydn es va establir una relació amorosa que va durar deu anys fins que la cantant va marxar a Itàlia l'any 1790. Luigia va tenir un altre fill, Antonio, nascut l'any 1783. Haydn va ajudar econòmicament Luigia, insaciable en aquest sentit, i s'ocupà de l'educació musical dels dos fills.
Fou el juny de 1789 quan va començar l'intercanvi de correspondència entre Haydn i Marianne von Genzinger, una pianista afeccionada i esposa del metge personal de Nikolaus el magnífic. Els Genzinger tenien un saló musical a Viena, i Haydn el freqüentava, igual que Mozart. Aquestes relacions epistolars, molt emotives de to, deixen entreveure un afecte sincer i platònic, si més no de part de Haydn, i van durar fins a la mort prematura de Marianne l'any 1793. Haydn li dedicà, l'any 1790 una de les seves sonates per a piano més boniques (Hob. XVI/49).
El juny de 1791, amb motiu del seu primer viatge a Londres, Haydn va conèixer Rebessa Schroeter, vídua d'un compositor. Hi va mantenir una relació sentimental que va continuar uns anys després en el segon viatge. Així sembla mostrar-ho la dedicatòria que fa al seu amic l'octubre de 1795 per a l'edició londinenca dels seus trios per a piano, violí i violoncel números 38 a 40 quan ja havia marxat definitivament d'Anglaterra.

## Els seus deixebles
- Ignaz Assmayer a les primeries del segle xix.
- Marianne von Martines durant els anys 1750-51.
- La comtessa Maria Wilhelmine Thun (1744-1800) pels mateixos anys.
- Jean-Baptiste Krumpholtz, arpista dels Estérhazy fins a l'any 1777.
- Ignaz Pleyel a Eisenstadt durant els anys 1772-1774. Pleyel li dedicà els seus quartets Op. 2, publicats el 1784.
- Anton Kraft.
- Ludwig van Beethoven, amb qui les relacions van esdevenir, en paraules de Marc Vignal quasi freudianes.
- Sigismund Neukomm de 1797 a 1804, després que ja hagués estudiat amb el seu germà Michael.

Haydn va influir notablement sobre molts altres compositors, com per exemple Joseph Martin Kraus, que li dedicà una de les seves simfonies, en el mateix Mozart, si més no en la sèrie de quartets de corda que li dedicà, en els quartets de Franciszek Lessel (1780-1838), Johann Baptist Vanhal, Carlos d'Ordoñez o, a Catalunya, Carles Baguer, especialment en les seves simfonies.

## Context social i musical
El status social del músic, ja fos compositor o intèrpret, al segle xviii corresponia a una posició subordinada. El més habitual era que estigués al servei d'una capella principesca o eclesiàstica. Havia de portar la lliurea i es trobava sotmès als gustos del príncep o als dictàmens eclesiàstics. El mateix Bach va veure la presó a principis de segle per haver volgut deixar la seva feina.
Aquesta era la situació en la qual es trobava Haydn i la major part dels seus contemporanis. Mozart, músic independent després de les seves últimes trifulgues amb l'arquebisbe Colloredo, i Beethoven que era sostingut econòmicament pel mecenatge d'un grup d'aristòcrates són excepcions a aquest panorama general.
De tota manera, al llarg del segle es van donar diverses tendències i moviments que van permetre que, en general, l'artista anés adquirint una posició d'una independència creixent:
- L'esclat intel·lectual que representà el segle de les llums posà en tela de judici el principi de la monarquia dominant dels segles anteriors. Les capelles aristocràtiques tenien un cost molt elevat i a poc a poc van anar desapareixent.
- L'adveniment de les classes mitjanes burgeses crea un nou públic que frisa per trobar divertiments. L'ensenyament de la música es generalitza entre aquestes noves capes socials, la qual cosa provoca una multiplicació d'aficionats.

Així mateix, es creen nous llocs de difusió de la música on, un públic que paga acut a escoltar unes obres que no pas encarregat ni seleccionat ell mateix. Així havia estat des de començament de segle amb el Collegium Musicum de Telemann (1701), el Concert Spirituel de Philidor a París el 1725, els concerts Abel-Bach a Londres el 1764. A Viena, una ciutat més conservadora que París o –sobretot- Londres, la Societat dels músics (Tonkünstler-Societät) no es va fundar fins al 1771, per Gassmann.
L'edició musical es desenvolupà permetent una difusió de les obres que es tocaven en els salons musicals (que s'havien creat seguint el model dels salons literaris) o en la intimitat de les cases de les famílies burgeses –o fins i tot dels monestirs i convents, portes endins- gràcies a l'accessibilitat a la compra d'instruments que en els darrers temps es produïen en grans quantitats, especialment els pianos.
Aquesta evolució hauria de tenir un efecte notable i veritable sobre l'estil i sobre les formes musicals. L'interès que es desvetllà per la música de cambra n'és un exemple.

## Recorregut artístic

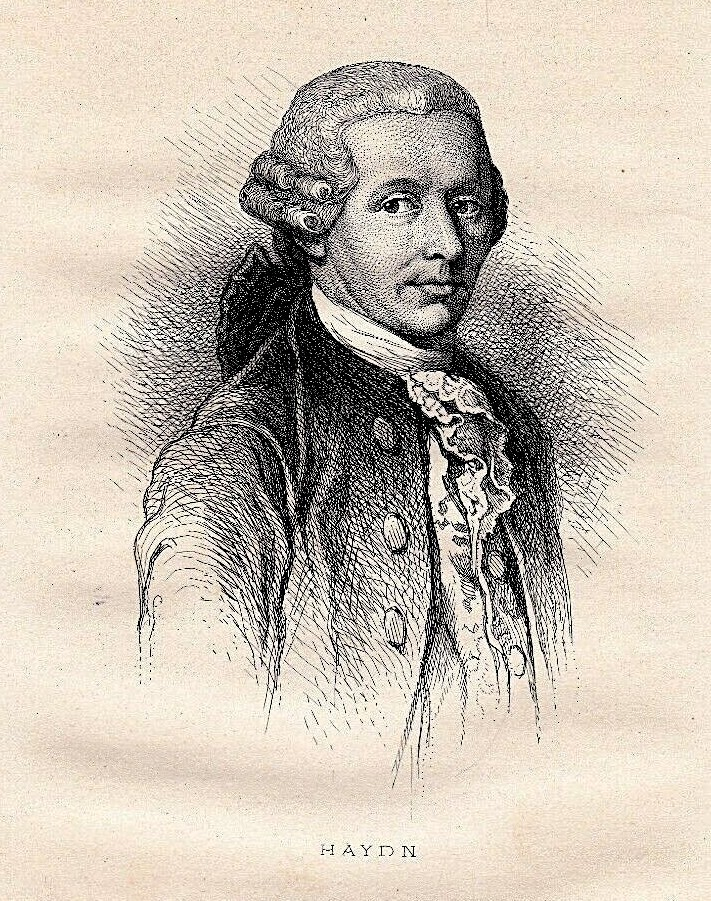
Franz Joseph Haydn en un gravat de 1878

### Les influències
Fora de la seva pertinença infantil al cor de la catedral de Viena i d'algunes classes rebudes de Porpora, Haydn fou un autodidacte en música. Va estudiar pel seu compte el "Gradus ad Parnassum de Fux i el "Der volkommene Kapellmester" de Mattheson. Les seves primeres composicions daten de 1750 (any de la mort de Bach); en aquells moments el jove Haydn rep el bany de la vida musical vienesa d'aquell Barroc que ja es troba a les acaballes, impregnat de les obres de Fux i de Caldara. Els músics de moda a la ciutat, en aquells moments són Bonno, Holzbauer, Gluck, Wagenseil, Monn. Tot ells es troben a la recerca de línies evolutives del llenguatge barroc, que amb el temps l'arribaran a substituir, i tot, qui més qui menys, es llencen al terreny de la "galanterie", és a dir de l'estil galant. Haydn es troba en aquest context juntament amb els seus contemporanis quasi exactes com són Aspelmayer, Gassmann, Ordoñez, Albrechtsberger, Ditters i alguns altres.
Per entendre i explicar aquest canvi d'estil que s'estava operant en diversos centres de producció musical europeus, simultàniament, els musicòlegs dels segles xix i xx han evocat les composicions sovint anomenades preclàssiques d'autors com Johann Stamitz i l'escola de Mannheim, més amb relació a París que no pas a Viena, així com la influència de Sammartini i nombrosos compositors italians, tant els que estrenaven periòdicament als diferents teatres d'òpera d'Itàlia, com –sobretot- els molts que treballaven en llocs destacats a la capital austríaca. En concret en el terreny de l'òpera, l'aprofundiment en l'òpera buffa serà especialment decisiva i essencial en la formació del nou estil, l'estil clàssic., i, sobretot, cal no oblidar la influència que haurien pogut exercir sobre el jove músic les obres de Carl Philipp Emanuel Bach, una influència reconeguda per ell mateix, malgrat que hom detecta diferències entre allò que diuen sobre el tema estudiosos com Dies i Griesinger.

### L'experimentació
Les dècades de 1750 i de 1760 constitueixen una fase transitòria entre el darrer Barroc i l'estil clàssic madur. És el període en el decurs del qual l'absència d'un estil integrat i les incerteses rítmiques portaren el jove Haydn a experimentar en gèneres molt diversos, però sobretot en els terrenys de la música instrumental.
Així, i tot, les dues primeres obres que sembla que va emprendre Haydn van ser dues misses brevis. Després d'aquestes, però no retorna sobre la música vocal fins després de la mort de Werner, el mestre de capella de qui ell era sots-mestre. La major part de les òperes programades al palau d'Eisenstadt eren composicions d'altres autors que Haydn adaptava o modificava, a voltes incorporant melodies seves (entre elles es troben les denominades àries d'inserció, és a dir, destinades a ser inserides en obres d'altri). Només tres d'aquestes són seves Acide, La Canterina i Lo Speziale.
Fou doncs en el terreny de les formacions de música de cambra on va exercir, sobretot, la recerca d'un estil: en els divertimentos, en els duos i trios per a instruments de corda, en els trios amb piano. De tots aquest, Haydn va compondre durant tota la vida trios amb piano, però va abandonar relativament aviat els altres gèneres. Les obres per a baríton, compostes per al plaer del príncep, també foren per a ell un medi per a l'assimilació i la transformació del contrapunt barroc.
També moltes sonates per a piano en un estil proper al de Wagenseil van veure la llum, igual que els únics concerts per a violí i per a violoncel que ens va deixar. Però va ser en el terreny de la simfonia on la labor de Haydn com a compositor es va mostrar més experimental. Una quarantena de simfonies daten d'abans de 1770, algunes de les quals són simfonies d'església. El cicle de simfonies que porten per títols Matí, Migdia i Vespre (del 1761) són –a la vegada- obres que encara són properes al concepte barroc de Concerto grosso i considerades entre les primeres obres mestres del gènere.
Haydn abordà igualment molt aviat la composició en el gènere del quartet de corda (entre 1757-1760): els deu quartets anomenats de Fürnberg són propers al divertimento, amb cinc moviments i intercalant dos minuets. Haydn no hauria de reprendre la composició de quartets fins després de 1770.

### Sturm und Drang
No hi ha pas una veritable ruptura entre ambdós períodes. A les darreries de la dècada de 1760, el seu estil es consolida. l'estructura en quatre moviments de les seves simfonies i les relacions entre ells mostren ja un mestratge ben evident.
El Sturm und Drang (tempesta i passió) és un moviment literari alemany (que per les relacions que posteriorment el Romanticisme establiria amb ell ha estat considerat com a preromàntic) que preconitza la superioritat dels sentiments envers la racionalitat. Aquests principis expressius es transposen al pla musical en les obres de Gluck i dels fills Bach, i esdevé un fenomen exclusivament vienès durant el període 1768-1772,i de manera especial entre 1770-1772. A part de Haydn, apareix també de manera clara en la música de Vanhal, del jove Mozart (simfonia número 25), d'Ordóñez, i del seu germà Michael. Malgrat tot, no tindrà mai la mateixa força que va tenir el moviment literari inicial.

Al llarg d'aquest període l'
| « | estil de Haydn esdevé d'una aspror dramàtica i d'una impetuositat emocional que no deixa lloc a la sensibleria. | » |

És en aquest període i sota aquesta influència quan compon la major part de les de simfonies en què la tonalitat dels moviments extrems (1r i 4t) és en mode menor: la 26 (Lamentació), la 39, la 44 (Fúnebre), la 45 (Els Adéus), la 49 (Passió) i la 52. En cap altre moment de la seva vida compondria un percentatge tan alt de simfonies en tonalitats menors. Fins i tot en les seves obres en mode major, el seu discurs adquireix un to preromàntic, se sosté en uns procediments que potencien el clarobscur, les sonoritats velades (amb l'ús de la sordina) o amb ritmes agressius, grans intervals, etc.
Després de deu anys de no dedicar-s'hi, en aquest mateix període va compondre tres sèries de sis quartets de corda: els opus 9, 17 i 20 (El sol). Allunyant-se del divertimento, hi utilitza la forma que havia experimentat en el marc orquestral de la simfonia i hi perfecciona la forma sonata. D'aquesta manera, és en aquestes obres on signa veritablement el naixement del quartet clàssic. Són obres que no són pas el resultat de cap comanda feta per cap príncep o editor. Corresponen a l'exigència del compositor amb ell mateix de desenvolupar aquests mitjans d'expressió. Al llarg de la seva vida el quartet de corda va mantenir aquest lloc particular en la carrera de Haydn.
En aquells anys només va compondre una sola òpera (Le Pescatrici) i unes poques sonates per a piano, però cap concert ni cap trio amb piano. Per contra, i en tant que mestre de capella, compongué diverses obres religioses, entre les quals destaca la Missa Sanctae Caeciliae coneguda també amb el nom de Missa cellensis, estructurada sobre el pla de la missa-cantata, que és la més extensa de les misses que va compondre Haydn, i que conserva els trets arcaïtzants de l'estil eclesiàstic.

### Retorn a l'òpera
Després de 1772, Haydn va posar fi bruscament a aquesta via d'experimentació i d'expressió basada en el Sturm un Drang. Més bolcat en la música pura, va poder comprovar que les seves obres més recents el portaven a un atzucac. També és cert que la voluntat de Nikolaus II hi va jugar el seu paper, amb les seves passions per tocar el baríton especialment en sessions de música de cambra, i per escoltar òpera buffa italiana. El palau d'Eszterháza s'havia obert el 1660 i el príncep hi organitzava sessions musicals cada vegada més extenses. A part, en la dècada següent al fial del període preromàntic, entre 1773 i 1782, Haydn va compondre gairebé la totalitat de les seves obres: L'infedeltà delusa, L'Incontro improvviso, Il mondo della luna, La vera costanza, L'Isola disabitata, La fedeltà premiata, Orlando paladino. A part, Haydn ha de portar a terme una notable activitat de diversa índole per tal d'adaptar, muntar, reemplaçar àries que són a la partitura general però que no es consideren adequades per a una determinada representació amb altres que ha compost expressament per a l'ocasió –com era costum a l'època- i inserir-les en òperes de molts dels seus contemporanis: Anfossi, Traetta, Sarti, Piccinni, Grétry, Paisiello o Cimarosa.
Sense qüestionar la seva qualitat musical, alguns musicòlegs que la veu i el cant no constitueixen un medi d'expressió, en l'obra de Haydn, tan natural com ho pugui ser el llenguatge instrumental. Sembla com si la música es mostrés rebel a l'emoció, si més no des de la concepció romàntica. Amb tot, el seu oratori Il Ritorno di Tobia es va interpretar amb èxit a Viena, i el va modificar per a la seva reposició uns anys després.
Haydn redueix la seva producció instrumental: poques simfonies, i cap quartet ni cap trio amb piano. Sota la influència de l'òpera i per plaure al príncep, les seves simfonies i les seves sonates per a piano adopten un estil més simple, una línia més melòdica amb freqüent aparició de variacions de caràcter ornamental. Una experiència eminentment galant que no serà estèril i que Haydn sabrà convertir en un element de la seva síntesi estilística durant les dues dècades posteriors.

### Mozart, Haydn. Destins creuats
Alliberat pel príncep, si no de la direcció, sí almenys de la producció d'òperes italianes, Haydn va poder-se dedicar novament a la composició d'obres instrumentals atenent comandes tant d'institucions com de personalitats externes a la capella principesca. És el cas, especialment, de les simfonies parisenques (1785-86), un encàrrec de la loge Olympique, les Set últimes paraules de Crist a la creu (1787), una comanda de l'arquebisbe de Cadis, o fins i tot el segon concert per a violoncel que va escriure per a Anton Kraft.
La dècada de 1780 fou la de plena maduresa musical de Haydn, tant com la de Mozart, la qual cosa confereix un interès afegit a la confluència que va tenir lloc, a tot tardar, l'any 1784. Ambdós compositors tenien certes coneixences recíproques d'obres respectives anteriors. Cal notar que el famós cicle de quartets anomenats russos Op. 33 de Haydn van ser els que van inspirar a Mozart la sèrie de sis que dedicà a Haydn.
És innegable que Mozart es beneficià de l'experiència del seu amic de més edat. I, a la inversa, la confrontació amb el seu jove amic tan ple de talent fou una mena de desafiament per a Haydn. En efecte, hi va haver una influència recíproca que mai no va diluir les seves respectives personalitats, de manera que cadascú va mantenir i fins i tot reforçar la seva originalitat. Si hi va ver escadussers manlleus de temes i de motius, això va ser més aviat per part de Mozart, mentre que Haydn ho va convertir en una mena d'homenatge després de la mort del seu amic. D'altra banda, una certa especialització de tots en uns determinats gèneres que no eren en absolut coincidents excloïa una concurrència major: Haydn excel·lia en la simfonia, el quartet de corda i, més tard, en l'oratori, mentre que Mozart ho feia en l'òpera i en el terreny del concert per a piano.
Entre 1787 i 1790 Haydn va compondre 18 quartets de corda (els opus 50, 54/55 i els 64), unes obres que mostren a la vegada una notable intensitat productiva i una complexitat creixent.

### Període londinenc
Per a les sèries de concerts que havia de portar a terme a Londres, Haydn va escriure un total de 12 simfonies al llarg de quatre anys, totes elles considerades obres mestres. Malgrat els mèrits que en els darrers temps els musicòlegs han descobert en les simfonies Sturm und Drang i a les parisenques, la qual cosa ha fet pujar els seus índexs de popularitat, aquestes continuen essent les més enregistrades i les més tocades avui en dia. Per la seva sonoritat s'allunyen de les composicions precedents (les realitzades en el període 1787-1790) que eren més properes a Mozart. Segons Marc Vignal, el gran especialista en Haydn en llengua francesa, aquestes obres 
| « | fan una síntesi cada vegada més reeixida d'elements i de sentiments extrems: virtuosisme orquestral, profunditat, llibertat sobirana en el pla formal, coherència i esperit d'aventura. | » |

Amb posterioritat a l'aventura londinenca, Haydn abandonà el gènere.
Haydn, a Londres, descobrí els pianos anglesos, més potents que els seus homòlegs vienesos. D'això en derivaren interessant produccions en el terreny de la sonata per a piano (les caves tres últimes) i del trio amb piano. Contràriament a altres composicions de circumstàncies, és de notar l'originalitat de les moltes Canzonettes angleses i escoceses que el compositor va arranjar per a veu amb acompanyament de trio format per piano, violí i violoncel.
Durant l'intermedi vienès, el compositor es retrobà amb un gènere que ocupa una gran part del seu període de maduresa amb els quartets opus 71/74. Compostos a Viena, estaven destinats al públic anglès de la seva segona gira.

### Darrers temps
De retorn al servei del príncep Nikolaus II Esterházy, aquest no li va encarregar res més que una missa cada any. Haydn havia quedat impressionat –durant la seva estada a Londres- per les interpretacions dels oratoris de Haendel a les quals havia pogut assistir. Sota aquesta influència, en els darrers anys es consagrà als seus dos darrers oratoris: La Creació i Les estacions, probablement les dues úniques composicions seves que d'alguna manera o altra responen a plantejaments maçònics.
Això no l'impedí pas d'innovar encara en els seus darrers quartets, de compondre un altre dels seus escadussers concerts, aquesta vegada per a trompeta, i d'escriure un himne austríac a partir del model anglès, el Gott, erhalte Franz den Kaiser.

## La recepció de la música de Haydn a Catalunya
Diverses recerques musicològiques portades a terme, sobretot, a partir de la dècada dels anys 80 del segle passat, han evidenciat que la música de Haydn va ser molt coneguda a Catalunya, sobretot a partir de principis dels 1780, comparable al que passava a la resta de la península Ibèrica i a la resta d'Europa.
Roger Alier fixa l'arribada de la música Haydn a Catalunya l'any 1782. De totes maneres a l'Arxiu de Manuscrits Musicals de la Seu de Manresa s'hi conserva una còpia manuscrita del seu Stabat Mater datada de l'any 1781 Res no assegura però que aquesta còpia fos feta a Catalunya ni que ja fos aquí en aquella data -tot i que és el més probable-, però això potser podria avançar en un any l'arribada de l'obra de Haydn al país. D'altra banda, cal recordar que aquesta obra s'havia difós massivament arreu d'Europa precisament aquell mateix any, de manera que l'arribada a Catalunya hauria estat estrictament contemporània de la resta de països, i el vehicle de coneixement d'aquest autor hauria estat igualment coincident. La influència d'aquesta obra fou tal que fins i tot el compositor barceloní Josep Fàbrega, l'any 1789, va fer un arranjament del Stabat Mater de Pergolesi -originalment per a soprano, contralt i corda- amb la mateixa instrumentació que el de Haydn, és a dir afegint veus de tenor i baix, i parts de vent que es continuà cantant fins i tot quan el seu arranjador ja era mort.
Rafael d'Amat i de Cortada en el seu Calaix de sastre és qui dona la major part de les notícies de què es disposa sobre les interpretacions de música de Haydn a la Barcelona de les darreres dècades del segle xviii i primers anys del xix. El Stabat Mater (una composició quasi d'obligada aparició en la litúrgia anual i en els concerts de temàtica sacra) de Haydn va substituir ben aviat el de Pergolesi i s'interpretava regularment tal com ho testimonia el Baró de Maldà.
També l'oratori “La Creació” va causar una gran sensació quan es va estrenar a Barcelona l'any 1804 que es reflecteix en el considerable nombre de còpies manuscrites que n'hi ha arreu de Catalunya. Igualment van tenir una notable difusió moltes de les seves simfonies del seu període central, incloses algunes en l'estètica Sturm und Drang. El mateix Ferran Sor a les seves memòries explica que les interpretaven sovint a l'Escolania de Montserrat. Així mateix, ni l'existència de simfonies falsament atribuïdes a Haydn (però d'autor inequívocament català, ni les simfonies de Carles Baguer, que és considerat el principal exponent del simfonisme català del Classicisme no es pot entendre sense la influència directa de les simfonies de Haydn.
Completen la llista d'obres que es conserven en diferents arxius de Catalunya -en còpies que amb tota probabilitat acrediten que van ser conegudes aquí en vida de l'autor- l'oratori Les estacions, alguns quartets, i altres obres religioses com la Salve Regina i algunes Misses.

## La posteritat
A partir de la dècada del 1770, Joseph Haydn adquirí una celebritat que anava molt més enllà dels cercles estrictament vienesos. Les seves obres es difonien amb notable regularitat per França i Anglaterra i, en menor grau, per Itàlia. Només l'Alemanya del nord era reticent al nou estil dels compositor. Els organitzadors de concerts de Londres i de París –les dues ciutats més actives en aquest sentit de tot el continent- li feien comandes. Els editors d'arreu d'Europa difonien les seves partitures. I les dues gires londinenques el consagraven com el millor compositor viu. A les darreres dècades de la seva vida rebia l'adulació del seu entorn i de compositors de la talla de Carl Maria von Weber o Luigi Cherubini que se li atansaven per retre-li homenatge.
Tot al llarg de la seva vida, Haydn va tenir nombrosos alumnes. L'empremta de la seva obra sobre els contemporanis i successors és immensa, i innegable en el cas de Mozart i de Beethoven. Compositor situat en una època frontissa de la història de la música va saber sintetitzar els estils dels seus predecessors i, alhora, projectar-se vers la música del futur. Joseph Haydn fou, tant ne la seva música simfònica com en la seva música de cambra, un precursor del geni. I no s'ha de menystenir el sentit de l'humor que ben sovint es reflecteix i impregna un bon nombre de les seves obres.

Al començament del segle xix, a mesura que es desenvolupa el romanticisme, la seva obra i la seva memòria es cobreix amb un vel d'oblit: Haydn és percebut com un compositor superat, com un precursor de Mozart i de Beethoven. La seva imatge familiar de Papa Haydn feia aparèixer la seva personalitat com a més aviat apagada al costat dels altres dos compositors. Schumann encara tenia aquesta opinió tan severa d'ell:
| « | En els nostres dies no és possible aprendre res de nou de Haydn. És com un amic de la família a qui tots saluden amb plaer i estimen, però que ja ha deixat d'inspirar cap interès. | » |

En realitat, mentre que Beethoven sí que era reconegut pels romàntics com un dels seus, les obres de Haydn i de Mozart no varen pas deixar d'aparèixer en els concerts al llarg del segle xix. Van sobreviure en les seves obres més emblemàtiques; Haydn especialment a través de les simfonies londinenques i els darrers oratoris, les obres que despleguen una sonoritat més propera a la del primer romanticisme. Segons Jean et Brigitte Massin:
| « | Fins a mitjan segle xx, si més no, les últimes obres de Haydn i de Mozart, i quasi totes les de Beethoven havien de servir de referència més o menys conscient, i tant els compositors com el públic s'havien de definir d'una manera o altra, ni que fos negativament, amb relació a elles. | » |

No ha estat fins després dels estudis de la musicologia del segle xx i –molt especialment- després dels treballs de Robbins Landon que s'ha iniciat un interès continuat i estès per l'obra de Haydn en el seu conjunt. A finals del segle xix, Artaria, el seu principal editor a Viena havia publicat un catàleg de la seva obra i vers el 1940 el musicòleg J. P. Larsen va publicar també sobre Haydn. L'embranzida definitiva començaria poc després: l'any 1949 Robbins Landon creava a Boston la Haydn Society, la primera societat que tenia com a principal objectiu la difusió de la seva obra; a partir de 1955 començava les seves grans investigacions sobre la seva obra en diferents països europeus; i dos anys més tard Anthony van Hoboken començava la publicació del catàleg de la seva obra. De llavors ençà, s'han consolidat diverses publicacions periòdiques que tenen com a finalitat primordial l'estudi musicològic de la seva obra: Haydn Yearbook", Haydn Studies.
Així mateix han abundat els congressos que han fet avançar el coneixement de la seva obra i les direccions que els mercats del disc i del concert han pres en els darrers anys han permès la difusió de molta de la seva obra més enllà de les darreres simfonies i oratoris. Tot plegat ha permès que Haydn deixés aquella posició de subordinació respecte a Mozart que, injustament, havia tingut per a molts durant molt de temps.
Un altre element que ha estat decisiu per restituir el lloc que l'obra de Haydn mai no hauria hagut de deixar de tenir ha estat la lenta però constant identificació d'obres espúries, d'obres que –per diversos camins- havien estat falsament atribuïdes a Haydn; obres, la majoria d'elles, d'una factura menor que les seves obres originals i que, mentre van ser considerades seves van enterbolir la imatge que es tenia d'ell. És, aquest un fenomen que afecta a compositors de molt països d'Europa: obres primerament atribuïdes a Haydn s'ha comprovat que eren de compositors de molts països diferents. Fins i tot a Catalunya es conserven dues simfonies –a l'Arxiu de manuscrits musicals de la Seu de Manresa- falsament atribuïts a Haydn; un d'ells ha resultat ser obra de Carles Baguer, mentre que l'autoria de l'altra continua essent desconeguda.
L'any 2009, el segon centenari de la seva mort, fou celebrat arreu del món amb festivals i iniciatives de diversa índole (vegeu apartat d'enllaços externs).

## Àudio
- Simfonia número 101, El rellotge, 2n moviment (?·pàg.)
- Sonata Hoboken XVI:40, 1r moviment (?·pàg.)
- Sonata Hoboken XVI:40, 2n moviment (?·pàg.)
- Abendlied zu Gott (Christian Fürchtegot Gellert), Hoboken XXVc:9 (?·pàg.)
- Die Warnung (Athenaeus, Johann Arnold Ebert), Hoboken XXVc:6 (?·pàg.)
- Die Harmonie in der Ehe (Johann Nikolaus Götz), Hoboken XXVc:3 (?·pàg.)